# Picumnus nebulosus
Picumnus nebulosus là một loài chim trong họ Picidae.